# Bhadrapura, Shikarpur
Bhadrapura là một làng thuộc tehsil Shikarpur, huyện Shimoga, bang Karnataka, Ấn Độ.